# Batogu (okręg Braiła)
Batogu – wieś w Rumunii, w okręgu Braiła, w gminie Cireșu. W 2011 roku liczyła 636 mieszkańców.